# Radikal 13
Das Radikal 13 mit der Bedeutung „Wildnis“ ist eines von 23 traditionellen Radikalen der chinesischen Schrift, die mit zwei Strichen geschrieben werden.
Mit 10 Zeichenverbindungen in Mathews’ Chinese-English Dictionary kommt es nur selten im Wörterbuch vor.
Das Radikalzeichen sieht dem griechischen Pi und dem kyrillischen П (beide „p“) ähnlich.
Die heutige Zuordnung von Zeichen zu dem Radikal 冂 hat nichts mit dessen Grundbedeutung zu tun, sondern damit, dass sich keine andere Komponente als Radikal anbietet. Dies ist der Fall bei folgenden Zeichen:
- 冉 (ein Name),
- 册 (= Band, Buch),
- 再 (= wieder) und
- 冈 (= Bergkamm).

## Schriftzeichenverbindungen, die vom Radikal 13 regiert werden
| Striche | Zeichen           |
| ------- | ----------------- |
| +0      | 冂                |
| +02     | 冃 冄 内 円 冇 冈 |
| +03     | 冉 冊 冋 册 囘    |
| +04     | 再 冎             |
| +05     | 冏                |
| +06     | 冐                |
| +07     | 冑 冒             |
| +08     | 冓 冔             |
| +09     | 冕                |

 Im Unicodeblock Kangxi-Radikale ist das Radikal 13 unter der Codepointnummer 12.044 (U+2F0C) codiert.